# Mothra vs. Godzilla
Mothra vs. Godzilla (Japanse titel: モスラ対ゴジラ/Mosura tai Gojira; Nederlandse titel: Paniek in Tokio; Vlaamse titel: Godzilla tegen "het ding") is een Japanse kaijufilm, en de vierde van de Godzilla-films. De film verscheen in 1964. Regie werd verzorgd door Ishirô Honda.

## Verhaal
Nadat een tyfoon Tokio heeft getroffen, ontdekken een journalist genaamd Sakai en zijn fotograaf Junko een enorm ei op het strand. Een groep wetenschappers komt om het ei te bestuderen. Daar het ei op het strand lag, is het wettelijk eigendom van de lokale bevolking. Een man genaamd Kumayama koopt het ei met het plan er een toeristische attractie van te maken. Dit tot groot ongenoegen van Sakia, Junk en Professor Miura.
Later zitten de drie mannen teleurgesteld in een hotel. In datzelfde hotel ontmoet Kumayama zijn opdrachtgever, Mr. Torahata; de eigenaar van Happy Enterprises. De twee krijgen bezoek van twee kleine op mensen lijkende wezens genaamd de Shojobin. De Shojobin beweren van "Mothra Island" te komen. Het ei is volgens hen het ei van het legendarische monster Mothra en de Shojobin zijn gekomen om het terug te halen. De mannen negeren het verzoek van de Shojobin en proberen hen te vangen.
De Shojobin kunnen ontkomen uit de hotelkamer en bezoeken Sakai, Junko, en Professor Miura. Ze vragen de drie mannen om hulp bij het terugkrijgen van het ei. Als ze niet snel zijn zal het ei midden in Tokio uitkomen, met alle gevolgen van dien. De drie mannen kunnen echter niet veel doen.
Terwijl Sakai, Junko en Professor Miura een industriegebied onderzoeken op radioactiviteit, duikt onverwacht Godzilla op (die blijkbaar tijdens de storm aan land was gekomen, en begraven werd onder de modder). Hij valt meteen Nagoya aan. De redacteur van Sakai’s krant geloofd niet dat het leger iets tegen Godzilla kan doen. Jiro, een andere journalist, komt met de suggestie dat Mothra wellicht wel in staat is Godzilaa te stoppen. Sakai en Junko twijfelen echter of Mothra wel wil helpen, daar ze niet in staat waren haar ei terug te krijgen. Desondanks wagen de twee het erop en gaan naar Mothra Island met Professor Miura. Ze worden gevangen door de lokale bevolking, en zoals verwacht wordt hun verzoek om Mothra’s hulp geweigerd.
Junko kan met moeite de dorpelingen en de Shojobin overhalen, waarna Mothra naar Japan vertrekt. Ondertussen in het hotel hebben Torahata en Kumayama onenigheid over geldzaken en over wat ze moeten doen met Mothra’s ei. De ruzie escaleert, en Torahata schiet Kumayama dood. Niet veel later vernietigd Godzilla het hotel, waarbij ook Torahata omkomt.
Godzilla ziet het ei en wil het vernietigen, maar Mothra arriveert net op tijd om hem te stoppen. Een gevecht breekt uit waarin Mothra aan de winnende hand lijkt te zijn. Maar Godzilla is niet snel verslagen, en slaagt erin Mothra te doden met zijn atoomstraal. Terwijl Mothra sterft, loopt Godzilla weg. De Shojobin verklaren aan Sakai, Junko en Miura dat het nog niet voorbij is. Het ei zal spoedig uitkomen, en dan zal Mothra worden herboren.
Het leger probeert Godzilla te stoppen met kunstmatige bliksem, maar dit mislukt. Dan barst het ei open, en er komen twee Mothra-larven uit. De twee gebruiken hun coconspinsel om Godzilla in te spinnen. De vastgebonden Godzilla valt in zee, en de Mothralarven keren terug naar Mothra Island.

## Rolverdeling
| Acteur           | Personage              |
| ---------------- | ---------------------- |
| Akira Takarada   | Ichiro Sakai           |
| Yuriko Hoshi     | Junko 'Yoka' Nakanishi |
| Hiroshi Koizumi  | Professor Miura        |
| Yu Fujiki        | Reporter Jiro Nakamura |
| Emi Ito          | Shobijin               |
| Yûmi Ito         | Shobijin               |
| Yoshifumi Tajima | Kumayama               |
| Kenji Sahara     | Banzo Torahata         |
| Jun Tazaki       | Editor Arota           |
| Kenzo Tabu       | Burgemeester           |

## Achtergrond

### Distributie
De film werd door American International Pictures uitgebracht in de Verenigde Staten in september 1964 onder de titel Godzilla vs. the Thing. In de trailers voor de film werd Mothra buiten beeld gelaten, en de indruk gewekt dat Godzilla zou vechten tegen een beest met tentakels.

### Filmmuziek
De muziek werd gecomponeerd door Akira Ifukube en uitgebracht in 1993.
1. Main Title
2. The Rainbow-Colored Object
3. The Giant Egg in the Waters off Shizunoura
4. The Giant Egg Washes Ashore
5. The Little Beauty's Theme Song
6. Reflections of the Little Beauty
7. Mothra on the Hilltop
8. Mothra Leaves
9. The Dome Goes Up in Flames
10. Mysterious Radioactivity
11. The Appearance of Godzilla
12. The Compound Falls Under Siege
13. Godzilla and Nagoya
14. The Dome at Sunset
15. Infant Island
16. The Devil's Purification
17. Sacred Springs
18. Mothra's Song
19. Mothra Sets Off
20. Godzilla vs. The Tank Brigade
21. Destruction of the Hamakaze Hotel
22. Adult Mothra vs. Godzilla
23. Plan A: Electrocution
24. Plan B: Electrocution
25. Mahara Mothra
26. The Birth of Baby Mothra
27. Baby Mothra vs. Godzilla
28. Ending
29. Background Music Inside the Hamakaze Hotel
30. Sacred Springs (Karaoke Version)
31. Mahara Mothra (Karaoke Version)
32. Sacred Springs (Karaoke Version)

## Trivia
- Dit was de tweede film waarin Mothra meedeed. Het monster verscheen ook al in de gelijknamige film uit 1961. Mothra zou vanaf deze film nog veel gastrollen in Godzillafilms hebben.
- Hoewel dit in de film zelf niet wordt vermeld, waren deze film en zijn opvolger, Ghidorah, the Three-Headed Monster, bedoelt ter viering van Godzilla’s 10-jarige bestaan.